# Unity Technologies
Unity Software Inc. (també coneguda com a Unity Technologies) és una companyia multinacional amb seu a San Francisco de desenvolupament de programari i creació de continguts 3D. L'empresa és més coneguda pel desenvolupament del seu motor de joc autoritzat Unity, que es emprat per fer videojocs i altres aplicacions. Unity Technologies fou fundada el 2004 sota el nom de Over the Edge Entertainment (OTEE), a Dinamarca. Canviant el seu nom el 2007. A partir de 2020, Unity Technologies ha experimentat un creixement significatiu malgrat reportar pèrdues financeres a cada any des de la seva fundació el 2004.